# Tunnel de Saverne
Le tunnel de Saverne, parfois appelé tunnel d'Ernolsheim-lès-Saverne, est un ouvrage ferroviaire du deuxième tronçon de la LGV Est européenne, réservé à la circulation des trains à grande vitesse. Il est situé sous le mont Saint-Michel, dans le massif des Vosges du Nord, sur les territoires des communes françaises d'Eckartswiller (à proximité du village de Danne-et-Quatre-Vents, dans le département de la Moselle), de Saint-Jean-Saverne (près de la ville de Saverne) et d'Ernolsheim-lès-Saverne, dans le département du Bas-Rhin, en région Grand Est.
Ce tunnel, d'une longueur d'environ quatre kilomètres, est le plus important ouvrage de la LGV Est européenne. L'infrastructure fait partie des nouveaux ouvrages du prolongement de la ligne à grande vitesse vers l'Alsace.
Neuf ans après l'inauguration du premier tronçon de Vaires-sur-Marne (Seine-et-Marne) à Baudrecourt (Moselle) le 10 juin 2007, la ligne est prolongée de 106 km jusqu'à Vendenheim dans la banlieue nord de Strasbourg. Celle-ci se raccorde au réseau ferroviaire classique, où la vitesse maximale des trains est limitée à 160 km/h.
La mise en service de la deuxième phase de la LGV est réalisée le 3 juillet 2016. Le temps de parcours des TGV (et ICE) est raccourci de 30 minutes sur l'axe Paris – Strasbourg, et la capitale alsacienne est ainsi à 1 h 50 de Paris (contre 2 h 20 avant cette date, et 4 h avant juin 2007). Le dossier TGV Est est donc bouclé après 30 ans de décisions politiques et financières lourdes et compliquées. Le TGV Rhin-Rhône s'insère dans le même contexte.

## Caractéristiques de l'ouvrage

### Géographie
Le tunnel traverse le massif des Vosges dans sa partie la plus étroite, exactement sous le mont Saint-Michel, à quelques kilomètres de la ville de Saverne. L'autoroute A4 (Paris - Strasbourg) serpente aussi à proximité, mais en surface.

### Lot 47 de la LGV
Le lot 47 de la LGV Est européenne correspond à la traversée du relief vosgien. Ce lot permet de passer du plateau lorrain à la plaine d'Alsace. Il s'établit sur les communes de Danne-et-Quatre-Vents, Eckartswiller, Saint-Jean-Saverne et Ernolsheim-lès-Saverne. Par ailleurs, le projet longe le site protégé de Natura 2000 des Vosges du Nord.
Le 9 septembre 2010, le conseil d'administration de RFF a validé la conception-réalisation du lot 47, de la seconde phase de la LGV. Celui-ci comporte deux grands ouvrages :
- le tunnel de Saverne (sujet du présent article). Il est réalisé par le groupement d'entreprises dont « Dodin Campenon Bernard » est le mandataire composé des entreprises Spie Batignolles TPCI, Spie Batignolles Sotrabas CEGELEC, Vinci Construction Terrassement – Valerian, GTM Alsace et Lorraine, BG Ingénieurs conseils SA, ANTEA, l'architecte A. Spielmann ainsi que le paysagiste B. Lassus ;
- le viaduc de Haspelbaechel, long de 270 m et haut de 50 m.

Le reste du lot 47 comprend 3,3 km de terrassements et d'ouvrages classiques d'une ligne à grande vitesse,.

### Un tube pour chaque sens de circulation
L'ouvrage est composé de deux tubes dont chacun mesure 4 km (soit 8 km au total) : le tunnel nord (côté Ernolsheim-lès-Saverne) pour le sens Paris - Strasbourg, et le tunnel sud (côté Saint-Jean-Saverne) pour le sens Strasbourg - Paris. Tous les 500 m, un rameau d'évacuation de secours permet l'évacuation d'un tube à l'autre en cas d'incendie, de panne de train, ou de maintenance de l'ouvrage.
La maintenance du tunnel peut s'effectuer sans interruption de la circulation (par alternance) des TGV.
Chaque tube comprend deux trottoirs : un trottoir d'évacuation et un trottoir de maintenance.

### Vitesse de circulation maximale et vitesse commerciale
Réservé à la circulation des TGV (trains à grande vitesse), l'ouvrage est adapté pour permettre une vitesse de circulation de 350 km/h, mais la vitesse commerciale est limitée à 320 km/h dans le tunnel. Il suffit d'environ 45 secondes pour traverser le massif des Vosges.

### Tunnelier

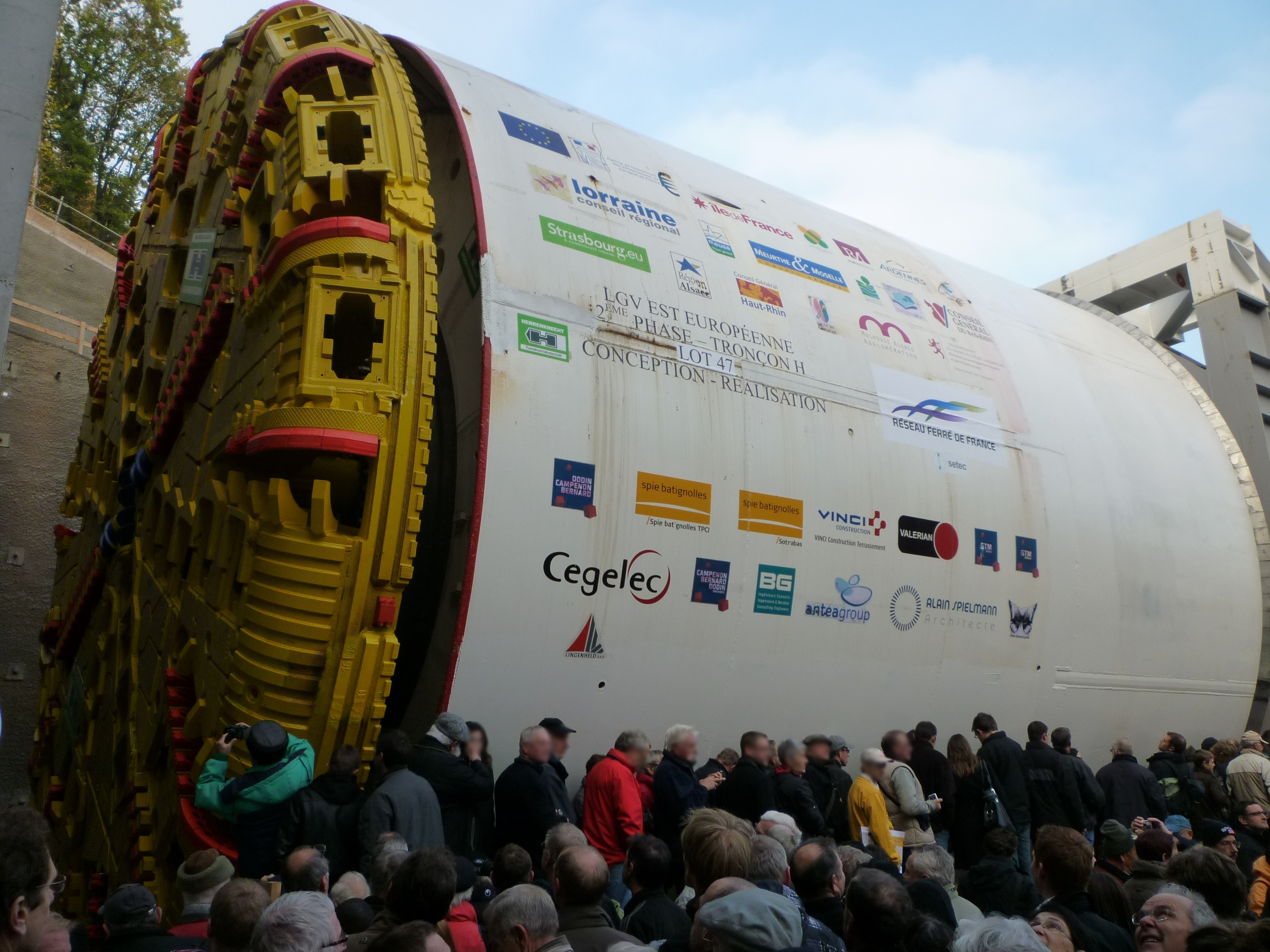
Le tunnelier, lors de la visite de présentation du chantier en octobre 2011.

La machine qui perce le tunnel a été livrée en pièces détachées en juillet 2011 pour un démarrage du creusement prévu initialement en octobre 2011. La facture de la livraison est de 184 millions d'euros. Ce tunnelier mesure 103 m de long et 10 m de diamètre. Il a été monté à l'air libre sur la base d'Ernolsheim-lès-Saverne en trois mois.
Les roches excavées sont réutilisées sur le chantier des terrassements de la LGV et servent, en particulier, à réaliser ou conforter des remblais.
Le tunnelier a creusé une galerie de quatre kilomètres en moins d'un an, ce qui représente un défi technique. Dès la fin du creusement du premier tube (tunnel nord), la machine s'est retrouvée du côté de Danne-et-Quatre-Vents. Cette zone géographique est dans le parc naturel régional des Vosges du Nord où on ne peut pas installer de base de travaux. Le tunnelier a été démonté pour être acheminé par convoi exceptionnel à Ernolsheim-lès-Saverne afin d'être remonté pour percer le second tube (tunnel sud).

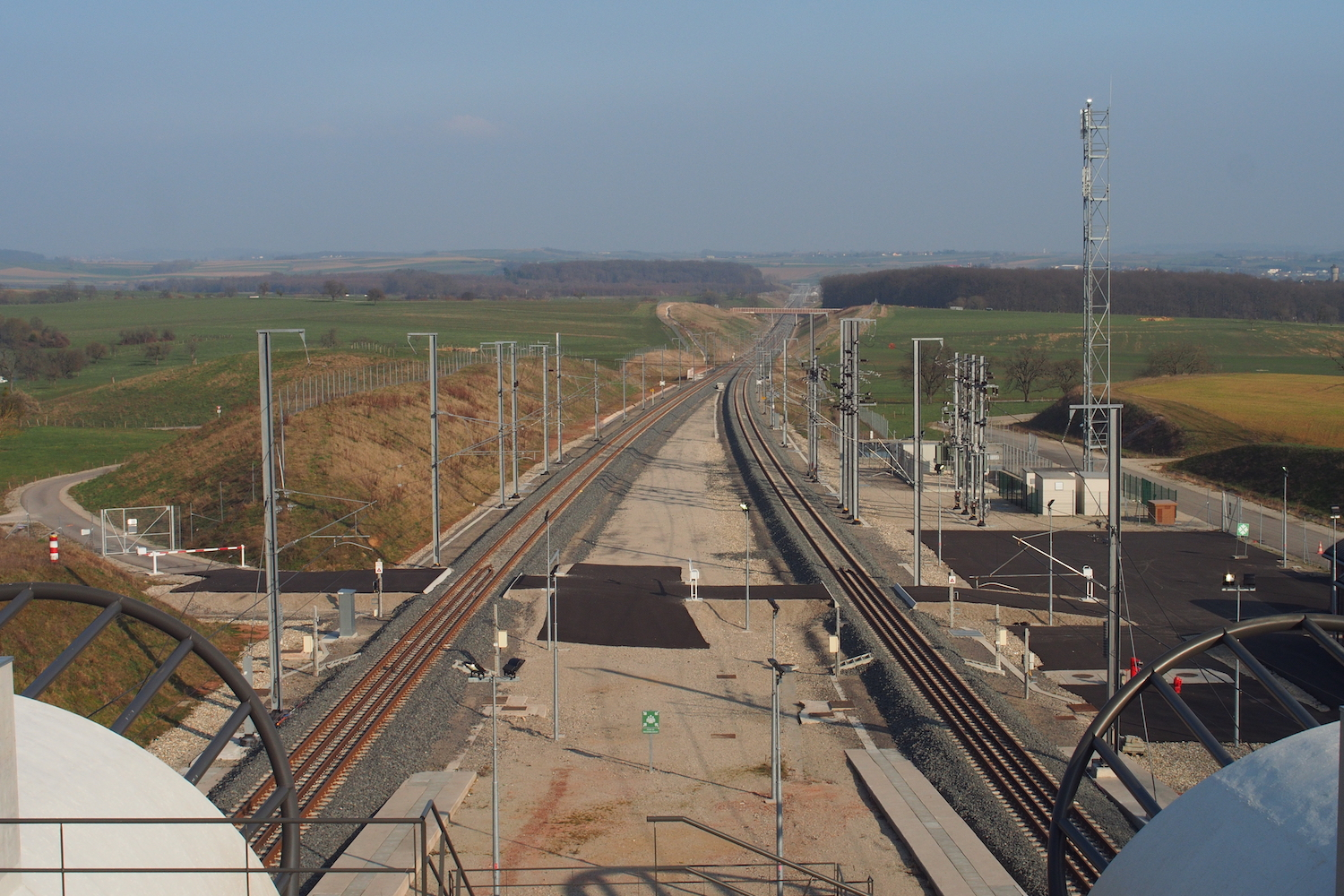
Vue au-dessus de la sortie Est.

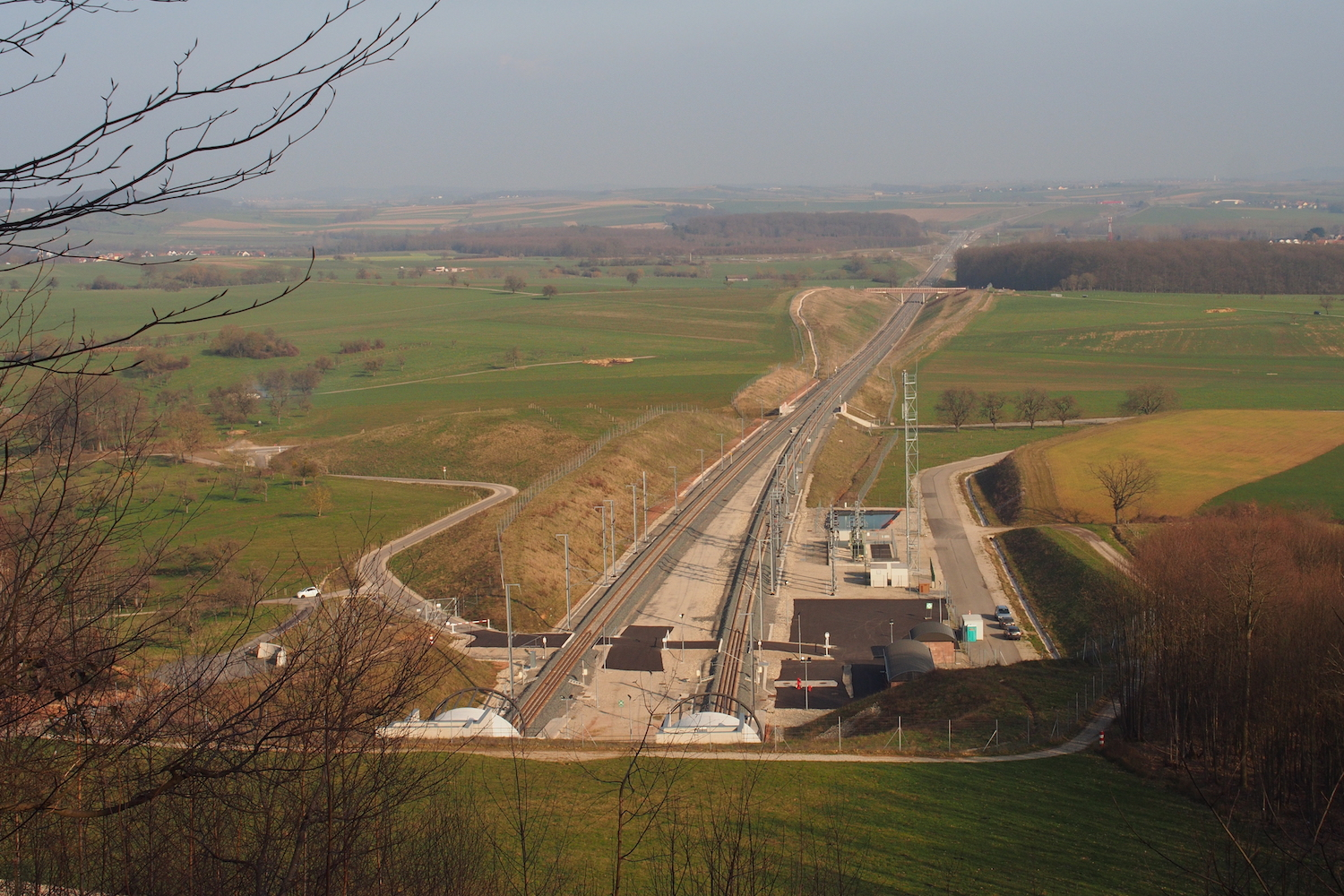
Vue surélevée de la sortie Est.

Démarrés effectivement le 10 novembre 2011, les travaux de percement du premier tube se sont achevés le 19 juin 2012. Le tube a reçu 15 456 voussoirs (voûtes préfabriquées en béton) et 307 000 m3 de roches ont été extraits par le tunnelier, à une vitesse moyenne de 20 mètres par jour. Pendant le creusement, une centaine de personnes se sont relayées en permanence. Le creusement du second tube a débuté le 25 septembre 2012 et s'est achevé le 25 février 2013.

## Raisons de la création du tunnel
En partant de Paris, le massif vosgien est le premier obstacle contraignant que rencontre la LGV. L'autoroute A4 utilise aussi ce passage pour franchir le massif. Afin de respecter au maximum l’environnement du parc naturel régional des Vosges du Nord, Réseau ferré de France (RFF) a décidé de construire un ouvrage en souterrain plutôt que de faire passer la ligne en surface dans la même vallée que l'autoroute de l'Est.
Cette zone géographique est favorable pour les constructeurs de la ligne car le relief vosgien est étroit, par rapport au reste du massif, ce qui permet de construire l'ouvrage avec un coût qui reste encore raisonnable.
Lors de la phase d'étude et lors de la construction de cet ouvrage, les ingénieurs ont dû respecter des normes rigoureuses afin que les TGV puissent circuler à 320 km/h dans des conditions optimales de sécurité.
En 1981, quand la première ligne de TGV fut inaugurée, les ingénieurs ne maîtrisaient pas encore toutes les questions liées à la grande vitesse ferroviaire et la construction de tunnels était évitée à cause du mur d'air que rencontre la motrice de la rame lors de son entrée dans le tube. En France, les tunnels de plus de quatre kilomètres sur les lignes à grande vitesse sont peu nombreux : le tunnel de Villejust (LGV Atlantique), le tunnel de Marseille (LGV Méditerranée), le projet de tunnel de base du Mont-d'Ambin (57 km) de la liaison ferroviaire transalpine Lyon - Turin et le tunnel du Perthus sur la LGV de Perpignan à Figueras dans les Pyrénées.